# Eiphosoma dolopon
Eiphosoma dolopon là một loài tò vò trong họ Ichneumonidae.